# Jeison Angulo
Jeison Angulo (Cali, 27 juni 1996) is een Colombiaans voetballer die bij voorkeur als linksback speelt. Hij stroomde in 2014 door vanuit de jeugd van Deportivo Cali.

## Clubstatistieken
| Seizoen | Club                 | Competitie | Competitie | Competitie | Beker | Beker | Internationaal | Internationaal | Totaal | Totaal |
| Seizoen | Club                 | Competitie | Wed.       | Dlp.       | Wed.  | Dlp.  | Wed.           | Dlp.           | Wed.   | Dlp.   |
| ------- | -------------------- | ---------- | ---------- | ---------- | ----- | ----- | -------------- | -------------- | ------ | ------ |
| 2013    | Deportivo Cali       | Primera A  | 0          | 0          | 1     | 0     | 0              | 0              | 1      | 0      |
| 2014    | Deportivo Cali       | Primera A  | 8          | 0          | 7     | 0     | 0              | 0              | 15     | 0      |
| 2015    | Deportivo Cali       | Primera A  | 8          | 0          | 3     | 0     | 0              | 0              | 11     | 0      |
| 2016    | → Deportivo Cortulua | Primera A  | 9          | 0          | 4     | 0     | 0              | 0              | 13     | 0      |
| 2016    | Deportivo Cali       | Primera A  | 7          | 0          | 2     | 0     | 0              | 0              | 9      | 0      |
| 2017    | Deportivo Cali       | Primera A  | 29         | 1          | 1     | 0     | 4              | 0              | 34     | 1      |
| Totaal  | Totaal               | Totaal     | 61         | 1          | 18    | 0     | 4              | 0              | 83     | 1      |

Bijgewerkt op 16 augustus 2017